# Oligoclada xanthopleura
Oligoclada xanthopleura – gatunek ważki z rodziny ważkowatych (Libellulidae). Występuje na terenie Ameryki Południowej; znany tylko z dwóch stanowisk w brazylijskiej Amazonii.